# Lobo (Cameroun)
Pour les articles homonymes, voir Lobo.
 (février 2016).
Si vous disposez d'ouvrages ou d'articles de référence ou si vous connaissez des sites web de qualité traitant du thème abordé ici, merci de compléter l'article en donnant les références utiles à sa vérifiabilité et en les liant à la section « Notes et références ».
Lobo est une commune et un arrondissement du Cameroun située sur la route nationale 3 (RN3) dans le département de la Lekié, à 37 km à l'ouest de la capitale Yaoundé.

## Organisation
Outre Lobo proprement dit, la commune comprend les villages suivants :
- Adjap
- Akok
- Ekekam III
- Ekoumtik
- Eyang
- Kelle
- Koudi
- Menguek I
- Menguek II
- Minkoa
- Ngoas
- Ngoulemekong
- Nkolbeyegle
- Nkolmeyang
- Nkolnguet
- Nkolyem
- Nkongmessa
- Nlong
- Ovang
- Ozom I
- Ozom II
- Ozom III
- Tikong
- Tsek
- Voa III
- Nkolmelen

## Démographie
Lors du recensement de 2005, la commune comptait 10 157 habitants, dont 1 091 pour la ville de Lobo.
Les populations autochtones sont constituées essentiellement des Éton (plus de 98 %), et des Bene.

## Économie
Lobo est le premier grand producteur du cacao dans le département de la Lekié. Autrefois, premier producteur de banane-plantain, d'avocats, de macabo, de manioc et d'autres cultures comme le palmier à huile, ainsi que premier producteur de vin de palme, les départements du Mbam-et-Inoubou et du Nyong-et-Kéllé ont pris l'ascendant. Les cultures dites « de rente » devenant de moins en moins rentables, les agriculteurs de la Lobo se sont reconvertis dans les cultures maraîchères porteuses de plus de revenus.

## Administratif
Le décret N 2010 / 198 du 16 juin 2010 qui érige ce qui était alors district de Lobo en arrondissement. L'arrondissement de Lobo est limité au nord par Evoudoula, à l'est par Okola et Yaoundé 7, à l'ouest par Bot-Makak et Matomb, au sud par Mbankomo.